# Brahea

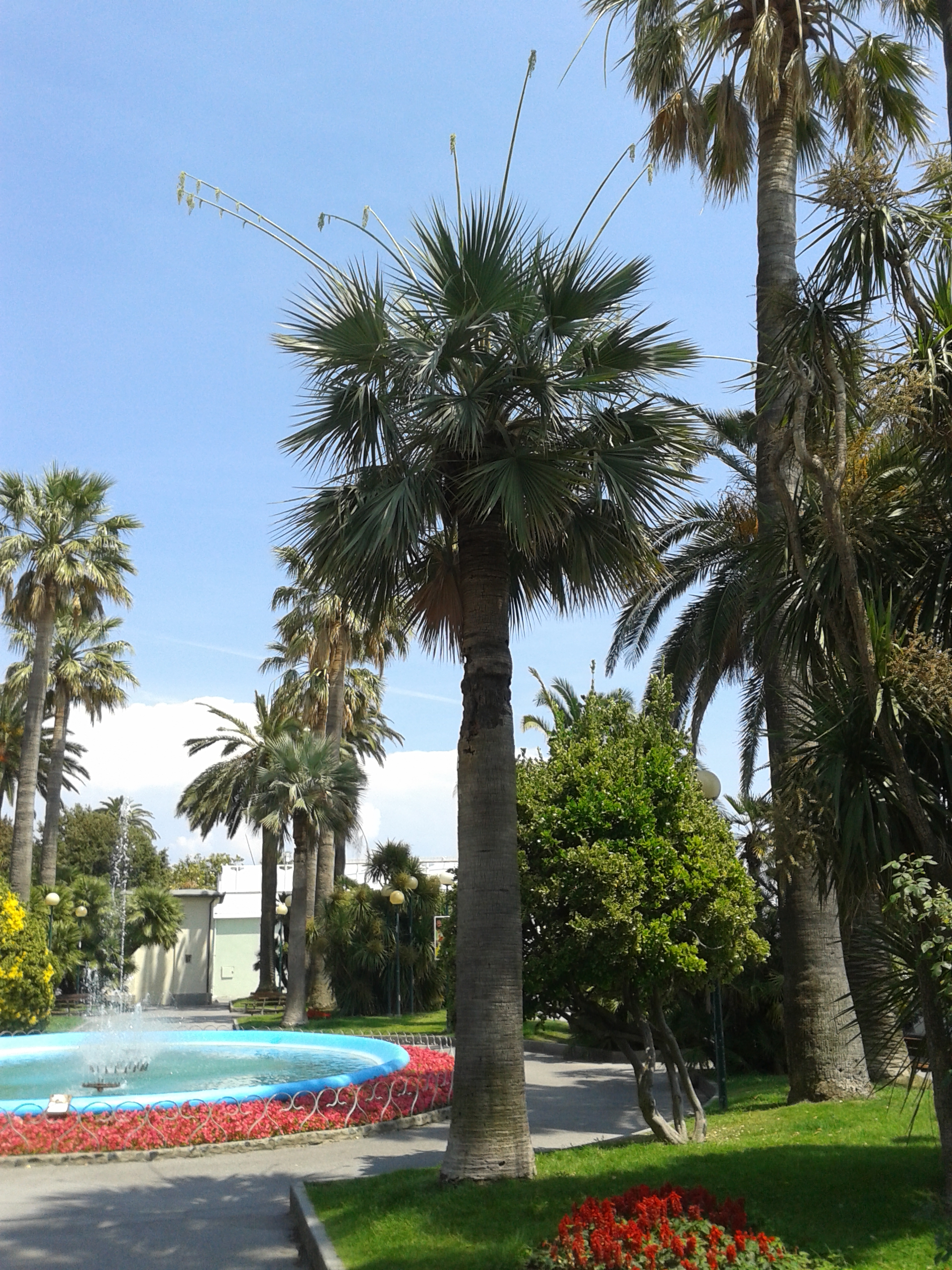
Brahea modravá v italském Varazze

Brahea (Brahea) je rod palem. Jsou to středně vysoké, solitérní, jednodomé palmy s vějířovitými listy a přímým kmenem pokrytým vláknitými listovými pochvami. Květenství a plodenství jsou často dlouze stopkatá a převislá. Rod zahrnuje asi 11 druhů a je rozšířen výhradně v Mexiku a Střední Americe. Brahey jsou v sušších oblastech tropů a subtropů pěstovány jako okrasné palmy. Lokálně poskytují různorodý užitek. Brahea modravá snáší mrazy až -8 °C a je pěstována i ve Středomoří.

## Popis
Brahey jsou jednodomé, většinou solitérní, otrněné nebo beztrnné palmy dorůstající do maximální výšky asi 12 metrů. Kmen je přímý, zprvu pokrytý vytrvalými, vláknitými listovými pochvami, později holý. Listy jsou velké, vějířovité, krátce dlanitozpeřené, induplikátní, krátce nebo dlouze řapíkaté, s okrouhlou čepelí. Na povrchu jsou pokryté buď voskovou vrstvou nebo vločkovitým oděním. Staré listy zůstávají často viset na rostlině. Čepel je do poloviny nebo i hlouběji členěná na pravidelné, jednoduše přeložené, na vrcholu hluboce dvouklané, na okraji často vláknité segmenty. Řapík je na horní straně vypouklý až žlábkovitý, na okraji beztrnný nebo s řídkými až hustými, drobnými až velkými ostny. Na líci listu je trojúhelníkovitá až nepravidelná hastula, na rubu je nízká a málo zřetelná.
Květenství jsou jednotlivá, větvená až do 4. řádu, vyrůstající mezi bázemi řapíků a jsou většinou delší než listy. Stopka květenství bývá nápadně dlouhá a převislá a u některých druhů může dosahovat až k zemi. Květy jsou v rámci květenství jednotlivé nebo po 2 až 3. Kalich je trojčetný, složený z volných lístků. Koruna je tvořena 3 lístky ve spodní části srostlými v trubičku asi stejné délky jako kalich.
Tyčinek je 6, jsou přirostlé ke korunní trubce a mají do kruhu srostlé nitky. Gyneceum je složeno ze 3 plodolistů srostlých pouze ve čnělkové části. Plody jsou tmavě modré až černé, kulovité až vejcovité, zpravidla jednosemenné peckovice s dužnatým mezokarpem.

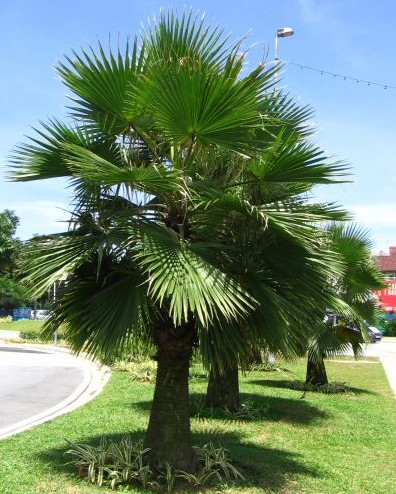
Brahea edulis, endemit ostrova Isla Guadalupe
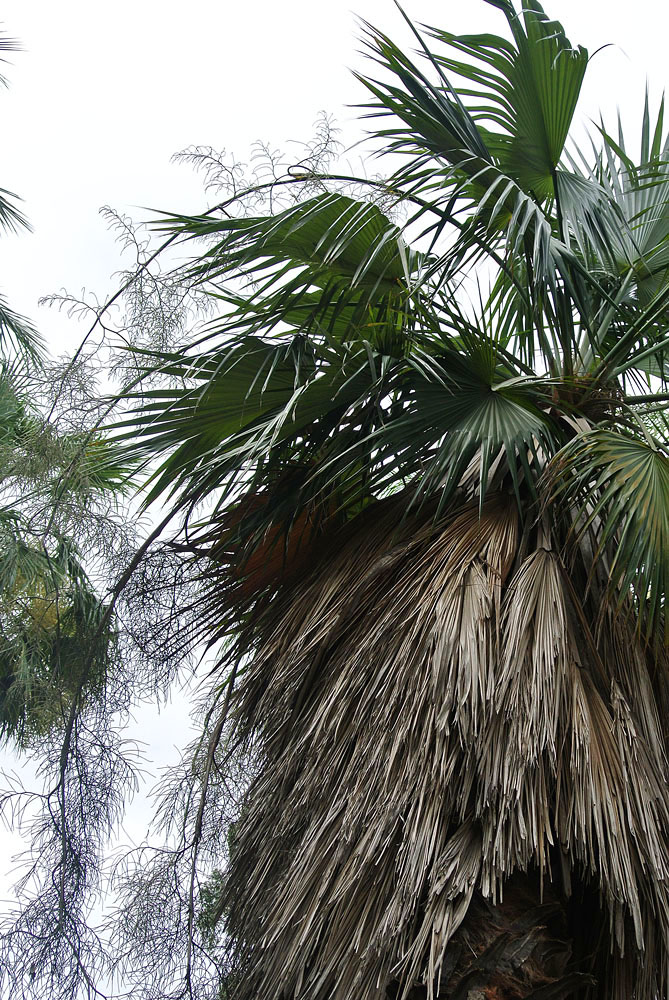
Převislé květenství Brahea calcarea
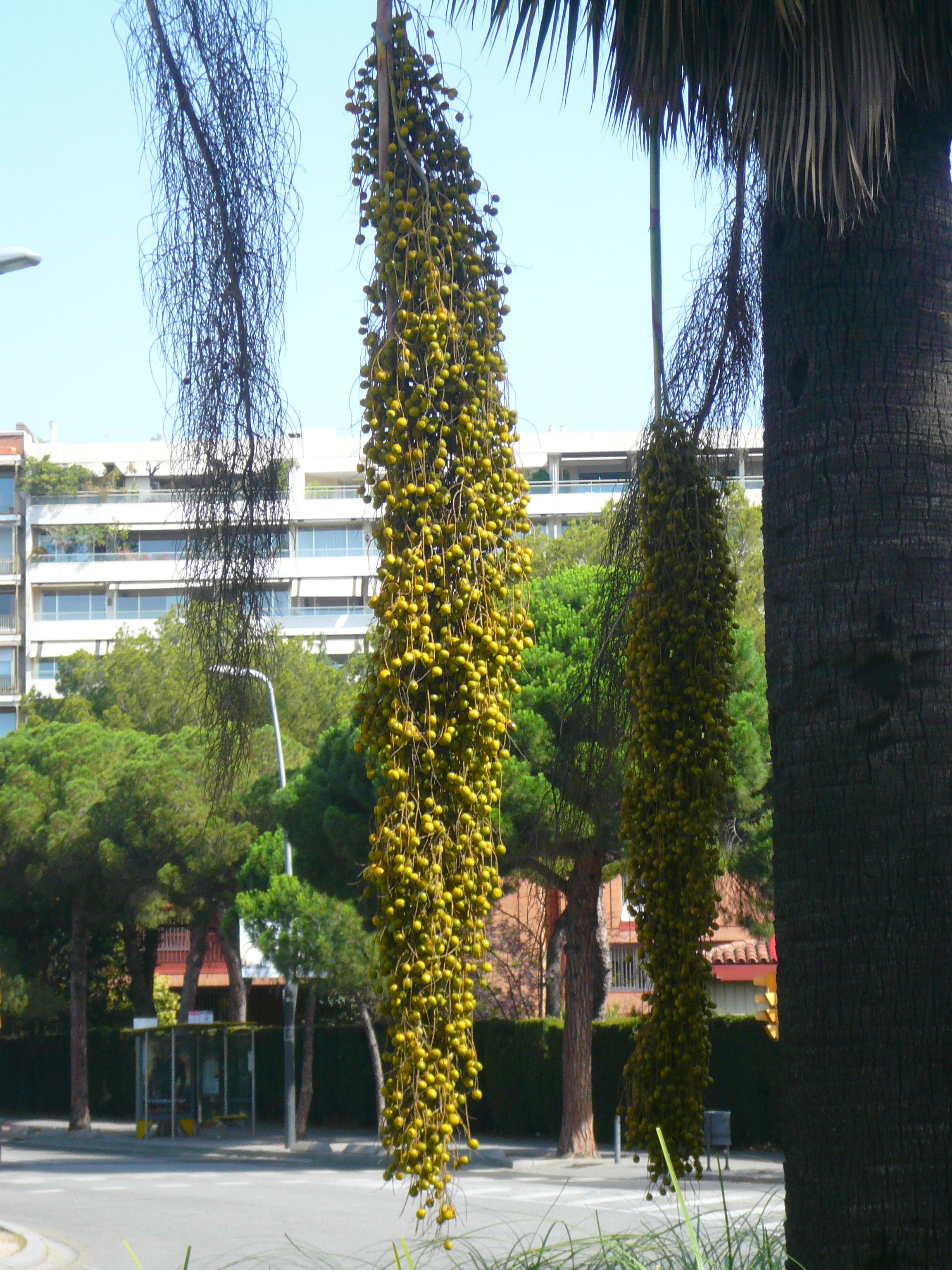
Plodenství brahey modravé

## Rozšíření
Rod brahea zahrnuje v závislosti na taxonomickém pojetí asi 11 až 16 druhů. Je rozšířen v Mexiku a Střední Americe od Baja California po Kostariku. Na Karibských ostrovech neroste. Centrum rozšíření je v severozápadním Mexiku, kde se vyskytuje celkem 5 druhů.
Rozsáhlejší areál má zejména Brahea dulcis (severní Mexiko až Kostarika) a B. calcarea (sz. Mexiko až Guatemala). Druh B. edulis je naproti tomu endemitem jediného mexického ostrova, Isla Guadalupe, ležícího 260 kilometrů západně od Baja California.
Brahey rostou zejména v suchých oblastech na vápencových podkladech.

## Taxonomie
Rod Brahea je v taxonomii palem řazen do podčeledi Coryphoideae a tribu Livistoneae. Mezi příbuzné palmy náležejí podle výsledků molekulárních studií např. rody Chamaerops, Trachycarpus nebo Rhapis. Jedná se o taxonomicky dosud nedořešený rod, který čeká na revizi. Některé taxony jsou si velmi blízké a v některých zdrojích jsou uváděné jako samostatné druhy, zatímco jinde jsou shrnuty do jednoho polymorfního druhu. Týká se to například komplexu Brahea dulcis v severovýchodním Mexiku (pohoří Sierra Madre Oriental), z něhož jsou někdy vyjímány drobné druhy B. berlandieri a B. bella. Do rodu Brahea byly vřazeny všechny druhy rodu Erythea.

## Zástupci

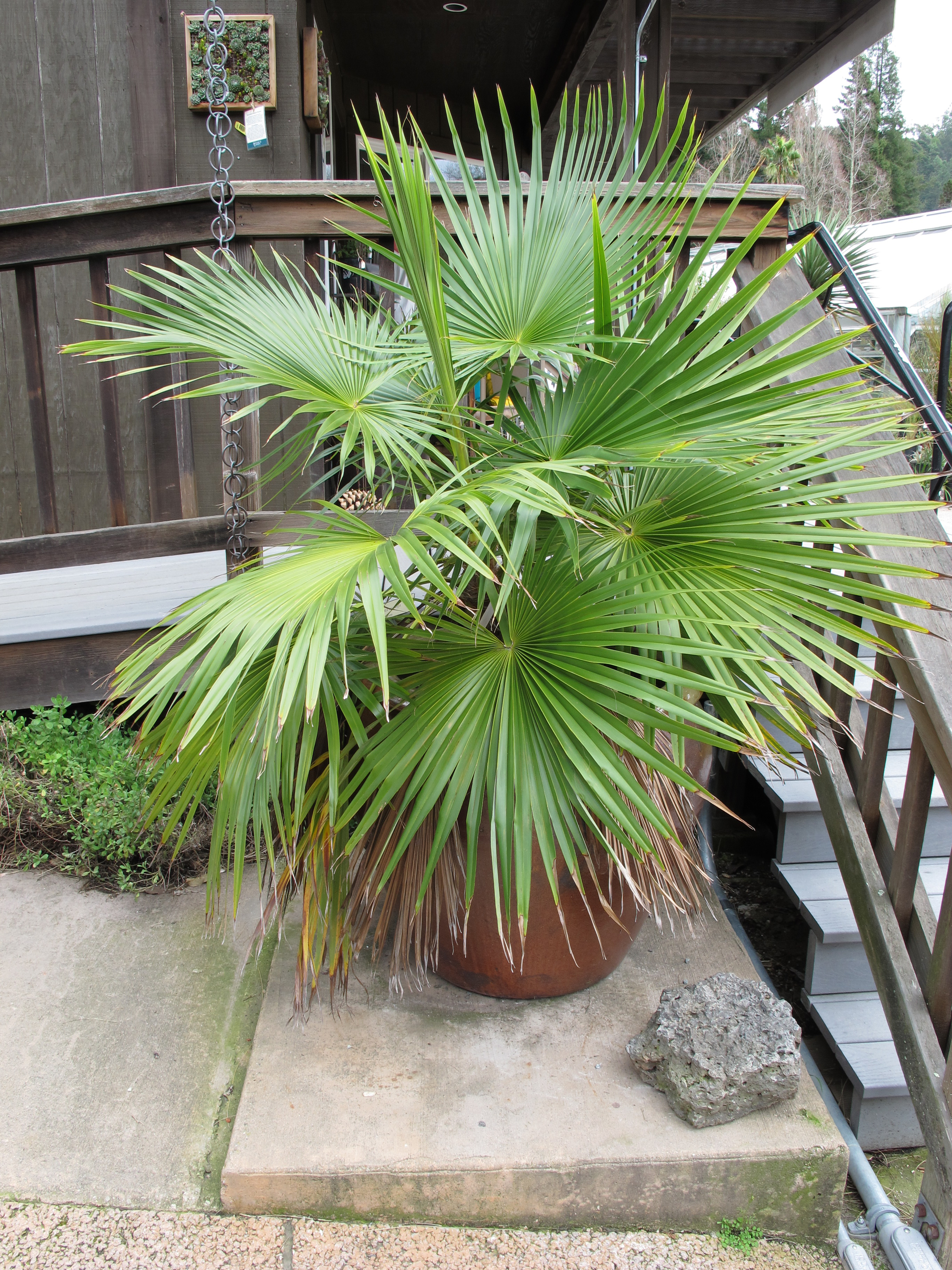
Mladá Brahea calcarea

- brahea modravá (Brahea armata)[7]

## Význam
Listy braheí jsou místně používány jako krytina na střechy a získávají se z nich vlákna. Některé druhy mají jedlé plody. Občas se pěstují pro olej. V sušších oblastech tropů a subtropů jsou pěstovány jako atraktivní okrasné palmy, ve vlhkých tropech se jim nedaří. Jsou často pěstovány zejména v jižní Kalifornii a Mexiku. Brahea modravá (Brahea armata) je odolná vůči mrazu až do -8 °C a je pěstována i ve Středomoří. Je to pomalu rostoucí, atraktivní druh. Vyžaduje dobře propustnou půdu a slunné stanoviště, na kterém se listy vybarvují do šedavých odstínů.